# Viktor Stickel
Viktor Stickel (* 1982 in Georgiewka, Kasachstan) ist ein deutscher Filmregisseur und Drehbuchautor für Animationsfilme.

## Leben
Viktor Stickel wurde 1982 in der kasachischen Siedlung Georgiewka geboren. Er studierte Mediendesign an der DHBW Ravensburg und danach Animation auf Diplom an der Filmakademie Baden-Württemberg. Für seinen Abschlussfilm Child aus dem Jahr 2015 wurde Stickel im Jahr 2017 gemeinsam mit Iring Freytag im Rahmen der Student Academy Awards nominiert.
Stickel arbeitet seit seinem Studienabschluss als Regisseur und Animator.

## Filmografie
- 2008: Süßwasser
- 2010: Fallobst (animierter Kurzfilm)
- 2011: GAP
- 2012: Reizwäsche
- 2015: Child (animierter Kurzfilm)

## Auszeichnungen
Student Academy Awards
- 2017: Nominierung für den Student Academy Award in der Kategorie Animationsfilme – International Film Schools (Child)